# حشره‌خوار سری‌لانکایی
 حشره‌خوار سریلانکایی (نام علمی: Suncus fellowesgordoni) نام یک گونه از سرده حشره‌خوارهای مشکین است.